# Woe, Is Me
Woe, Is Me es una banda estadounidense de metalcore de Atlanta, Estados Unidos; creada por el baterista Austin Thornton, exmiembro de la banda de post hardcore Of Machines. La banda tiene contrato con SBG Records. Anteriormente, también lo tenían con Rise Records y su filial, Velocity Records. Su primer álbum Number(s) se lanzó el 31 de agosto de 2010 y alcanzó el puesto número 16 en la lista de Top Heatseekers de Billboard.
Debido a las constantes disputas entre los miembros, la banda sufrió varios cambios de formación durante sus cuatro años de carrera, siendo el guitarrista Kevin Hanson el único miembro fundador que permaneció. Woe, Is Me se disolvió en septiembre de 2013, pero anunció una reunión en julio de 2022 con la formación "Vengeance". Ofrecieron su primer concierto en más de nueve años en Dallas, Texas, el 29 de octubre de 2022.

## Historia

### Formación yNumber[s](2009–2010)
Woe, Is Me fue fundada en el otoño de 2009 en Atlanta por el exbaterista de Of Machines Thornton Austin, quien inició la banda junto con Kevin Hanson, Ferris Cory, y Ben Ferris, que tocaban antes en un local con sede en Atlanta en una banda llamada Cheyne Stokes. Tim Sherrill, quien tocó la guitarra principal de otro grupo local llamado McGavin Shooter, también se unió.  Estos cinco miembros reclutados luego con los vocalistas Michael Bohn y Tyler Carter, respectivamente para las posiciones de voces limpias y Screaming después de su salida de A Path Less Traveled , otro grupo local. Con esta formación de siete miembros, la banda grabó un demo de tres canciones con el productor Cameron Mizell que contiene las canciones "Hell, or High Water", "I." y "If Not, for Ourselves", que fueron publicados en su perfil de Myspace. El grupo más tarde grabó y lanzó un cover de la canción de Kesha "Tik Tok", también se mostró en línea dentro de pocos meses de ser una banda. Poco después estas grabaciones fueron publicadas, la Fundación Arteria tomó nota de ellos. Rise Records, junto con su etiqueta de impresión, Velocity Records, Woe, Is Me, firmaron incluso antes de tocar su primer show.  Ellos grabaron su álbum debut, Number [s] durante el mismo mes en que se firmó. Fue lanzado posteriormente el 31 de agosto de 2010. Alcanzó el puesto 16 en la tabla Billboard Top Heatseekers. La banda debutó con la gira Pyknic Partery, la cual compartió con Dead, Gorgeous, From First to Last, Sleeping with Sirens, Abandon All Ships, For All Those Sleeping, y Attila.
El vocalista Tyler Carter con influencia soul fue ganando comparaciones con Jonny Craig, que ofrece apariciones especiales en el álbum. El grupo llevó a cabo un show de lanzamiento del álbum en Georgia para Number [s ] el 2 de septiembre de 2010, con la banda de punk pop Veara como un acto de apoyo. Más tarde, en septiembre, la banda grabó una canción de Katy Perry "Hot n Cold" para el álbum de la compilación, Punk Goes Pop 3.
En una entrevista con la emisora de radio The Gunz Show, Carter declaró que la banda estaría grabando un video musical de "[&] Delinquents" en septiembre de 2010.  El grupo se embarcó en una gira por Canadá apoyado por Abandon All Ships desde el 1 de octubre de 2010 hasta el 28 de ese mes. De 4 de noviembre de 2010 a 28 de noviembre de 2010, la banda fue incluida en una gira por los EE. UU. titulado Average Guys con  Exceptional Hair Tour con el apoyo excepcional  de A Skylit Drive, además de For All Those Sleeping, Scarlett O'Hara, y Motionless in White. El video musical de "[&] Delinquents", fue lanzado el primero de diciembre de ese año.

### "Fame > Demise" y la línea de inestabilidad (2010-2011)
A finales de 2010, el guitarrista Tim Sherrill salió de Woe, Is Me. La banda adquirió en Atlanta al  residente Jack Langdell para desempeñarse como miembro de las giras, también para escribir y grabar el sencillo "Fame >Demise" junto a ellos. Luego Geoffrey Higgins tomó el cargo en marzo de 2011. Poco después, el grupo lanzó oficialmente "Fame> Demise" (pronunciado  fame over demise) a través de la tienda iTunes el 21 de marzo de 2011. Carter explicó que la canción es y sólo se mantendría como sencillo, y no sería parte del segundo álbum de la banda.  Una versión acústica de la canción también fue lanzada. 
En junio de 2011, el guitarrista Geoffrey Higgins también salió de la banda.  El grupo comenzó sus actuaciones en el Warped Tour únicamente con Hanson  para realizar las partes del guitarrista principal  donde se lleva marcha atrás durante las actuaciones por el momento debido a la falta de una el guitarrista.  Con la banda una vez más la búsqueda de un guitarrista principal, la conclusión de su búsqueda se realizó semanas después que el baterista Abandon All Ships' y guitarrista, Dan y Paiano Andrew fueron expulsados de la banda.  Casi inmediatamente después, se anunció que Andrew se uniría a Woe, Is Me para tocar la guitarra. 
El 10 de agosto de 2011, el vocalista Tyler Carter dejó la banda. Citó su interés en el seguimiento de objetivos nuevos y diferentes que estar en una banda y llegó a afirmar que "[estilo de vida del rock 'n' roll] y en qué consiste simplemente no es más para mí " como el motivo de su salida.

### "Vengeance,"Number[s], y "Genesi[s]ega" (2011-2012)
El 15 de septiembre de 2011, Woe, Is Me anunció a través de video actualice su nuevo cantante, Hance Alligood. Alligood que una vez fue parte de una banda local de Atlanta, "Oh, Manhattan". Junto con esta actualización, el grupo también tuvo varios clips de un nuevo sencillo titulado "Vengeance", que fue lanzado el 27 de septiembre. El 7 de marzo de 2012, Michael Bohn y ambos hermanos Ferris dejaron la banda debido a diferencias personales, profesionales y musicales.
"Llegó a un punto en el que la posibilidad de continuar en el camino que pareciera, o podemos crear nuestro propio camino y encontrar la felicidad a nuestra manera", dijo Bohn y los hermanos Ferris en una declaración hecha poco después de su salida de la banda.  Desde entonces, han reconciliado con su compañero de banda anterior, Tyler Carter, y creó una nueva banda llamada Issues con su amigo, Case Snedecor. 
El 16 de abril de 2012, los miembros de gira Doriano Magliano (exvocalista de That's Outrageous) y el bajista Brian Medley anunció oficialmente que se habían unido a Woe, Is Me. La banda se concentra para entrar en el estudio durante todo el verano de 2012 con un lanzamiento fijado en algún momento a finales de este año.  El 19 de abril de 2012, Woe, Is Me dieron a conocer como parte del "Scream It Like You Mean It 2012" tour (07 hasta 08, 2012), encabezado junto con Attack Attack! con We Came as Romans, The Acacia Strain, Oceano, Like Moths to Flames, Close to Home, Impending Doom, Abandon All Ships, SECRETS, Volumes, For All Those Sleeping, The Chariot, Glass Cloud, At The Skylines, Texas in July, In Fear and Faith, y Hands Like Houses.

### Otros lanzamientos y separación (2013)
El 8 de marzo de 2013, la banda anunció la separación del baterista y miembro fundador Austin Thornton debido a diferencias personales. David Angle, de At The Skylines, fue elegido como su reemplazo. Tras la salida de Thornton, Kevin Hanson era el único miembro original de la banda. Con el comunicado, la banda también anunció que planea lanzar un nuevo sencillo en junio. El 25 de abril, Woe, Is Me anunció en su página de Facebook que grabarán su nueva música con Tom Denney. Planean lanzarla durante el verano. Una entrevista reciente con la banda y, en particular, con el cantante Hance, ofreció una idea del estilo del nuevo álbum en el que están trabajando. La proporción de canto y gritos es más equilibrada, mientras que Genesis tenía partes más estridentes y contundentes. Doriano y yo compartiremos las responsabilidades vocales y tendremos partes de canto y gritos a partes iguales. Genesis tenía muchos breakdowns y partes de traqueteo, que, no me malinterpreten, eran geniales. Pero las partes contundentes de este nuevo material tendrán más riffs y serán más divertidas de mover. Los estribillos mantendrán el mismo aire pop que los de Genesis.
El 15 de junio de 2013, durante el primer concierto del Warped Tour, Woe, Is Me anunció que lanzarían un nuevo EP a finales de año. Posteriormente lanzaron una nueva canción llamada "Stand Up", que se anunció como el primer sencillo del EP, titulada American Dream. Es el primer disco que no tiene el símbolo de Woe, Is Me. Antes del lanzamiento del nuevo EP, Andrew Paiano tuvo una emergencia que lo obligó a abandonar el grupo a finales de julio y el grupo continuó tocando en el Warped Tour como quinteto.
Aunque la banda planeaba grabar un tercer álbum, Alternative Press confirmó en septiembre de 2013 su separación. Woe, Is Me incluyó una publicación personal del vocalista Hance Alligood, quien afirmaba haber perdido la pasión por el género y haber decidido dejar la banda en buenos términos. Como resultado, los miembros restantes decidieron separarse en lugar de sufrir otro cambio de formación.

### Regreso (2022-2023)
El 25 de julio de 2022, Woe, Is Me aludió a que la banda se reuniría con la formación de su sencillo "Vengeance" de 2011 (Michael Bohn, Hance Alligood, Andrew Paiano, Kevin Hanson, Austin Thornton y los dos hermanos Ferris). El 29 de julio, confirmaron la reunión anunciando su primer concierto de regreso en Dallas, Texas, para el Monster Mosh Festival. Poco después, también anunciaron su primer concierto en su ciudad natal, Atlanta, Georgia, desde su regreso, que tuvo lugar el 6 de noviembre de 2022. El grupo también anunció que lanzarían nueva música.
El 7 de abril, la banda anunció el próximo lanzamiento de una nueva canción titulada "Ghost". El anuncio se realizó mediante un breve videoclip en su cuenta de Instagram, que reveló la portada del sencillo y su fecha de lanzamiento: el 14 de abril de 2023. La banda también lanzará dos sencillos más: «Red», el 24 de agosto de 2023, y «Hard to Live», el 21 de diciembre de 2023.

### Próximo material (2024-presente)
Woe, Is Me anunció en redes sociales el 18 de noviembre de 2024 que firmaron con SBG Records. La banda está trabajando en un nuevo álbum, que se lanzará en 2025. Este será su tercer álbum de estudio, que marca casi trece años desde el lanzamiento de su segundo álbum Genesi(s) en 2012.
La banda colaboraría con Sorry X y lanzaría una versión de "Bring Me to Life" de Evanescence.
El 25 de marzo de 2025, Ben Ferris anunció su salida de la banda. Poco después, la banda se separaría de Cory Ferris.

## Miembros
| Miembros actuales - Hance Alligood - voces claras (2009, 2011–2013, 2022–presente) - Kevin Hanson - guitarra rítmica (2009–2013, 2022–presente) - Michael Bohn - voces guturales (2009–2012, 2022–presente) - Andrew Paiano - guitarra principal (2011–2012, 2022–presente) - Matthew Whyde - batería, percusión (2023–presente) | Miembros anteriores - Tim Sherrill - guitarra principal (2009-2010) - Tyler Carter - voces claras (2009-2011) - Doriano Magliano - voces guturales (2012-2013) - Brian Medley - bajo (2012-2013) - Geoffrey Higgins - guitarra principal (2011) - Austin Thornton - batería, percusión, samplers, programación (2009-2013, 2022–2023) - Ben Ferris - teclados, sintetizador, coros (2009–2013, 2022–2025) - Cory Ferris - bajo (2009–2012, 2022–2025) |

Linea del tiempo

## Discografía
Álbumes de estudio
- 2010: Number(s)
- 2012: Genesi(s)
- 2025: Daybreak

EP
- 2013: American Dream